# Echilibru hidrostatic
Echilibrul hidrostatic sau balanță hidrostatică este o condiție din mecanica fluidelor pentru care un volum de fluid este în repaus sau la viteză constantă. Acest lucru se întâmplă atunci când comprimarea produsă de gravitație este echilibrată de forța gradientului baric. De exemplu, forța gradientului baric împiedică gravitația să comprime atmosfera Pământului într-un înveliș subțire, dens, în timp ce gravitația împiedică forța gradientului baric să arunce atmosfera în spațiul cosmic. Dacă un obiect cosmic este în echilibru hidrostatic atunci acel corp are o formă aproape rotundă.